# Доротка, Елена
Елена Доротка (хорв. Jelena Dorotka, 1876, Дубровник — 1965, там же) — хорватская художница, близкая к кубизму.

## Биография
Мать — графиня Мария Мальвина де Бонда, из старинного знатного рода Бондич (к нему, среди прочих, принадлежал дубровницкий поэт Игнят Джурджевич), отец — пражский уроженец Йозеф Доротка фон Эренвалль. В 1907—1914 жила в Париже, имела мастерскую на Монпарнасе. Дружила с основательницей Парижской русской академии, художницей Марией Васильевой. Была знакома с Матиссом, Шагалом, Пикассо, Мештровичем, Мари Лорансен и др. С началом Первой мировой войны несколько лет скиталась по Европе, в 1922 вернулась в Дубровник.

## Наследие
О ней снят документальный фильм Лоуренса Кииру (Lawrence Kiiru) Jelena Dorotka — od Konala do Montparnassea ( (недоступная ссылка)).